# Robin Thomas
Robin Thomas Grossman mas conhecido como Robin Thomas (Pittsfield (Massachusetts), 12 de fevereiro de 1949) é um ator estadunidense.
Robin Thomas Grossman nasceu em Pittsfield em Massachusetts. Seus papéis mais conhecidos de televisão são como Mark Singleton na novela Another World e como Geoffrey Wells na série de 1980 Who's the Boss?. Ele também teve papéis recorrentes em séries como Murphy Brown interpretando Jake Lowenstein, Matlock como promotor e The Division como Louis Perillo.
Nos filmes seus papeís mais conhecidos são como Steve Carlson no filme de 1986 About Last Night... e como vice-diretor Phil Gills na comédia de 1987 Summer School. Thomas fez muitas aparições em programas de TV, incluindo Misfits of Science , Midnight Caller , Party of Five e Queer as Folk.
Em 2004 participou da série House MD no episódio "Paternidade" da 1ª temporada.

## Trabalhos
- 90210 (2011) (TV)
- Castle (2009) (TV)
- Ambulance Girl (2005) (TV)
- House MD(2005)
- Missing Brendan (2003)
- Clockstoppers (2002)
- The Banger Sisters  (2002)
- Halloweentown II: Kalabar's Revenge (2001) (TV)
- The Contender (2000)
- Horse Sense (1999) (TV)
- Halloweentown (1998) (TV)
- Star Maps (1997)
- Break Up (1998)
- Amityville Dollhouse (1996) (video)
- Jade (1995)
- Memories of Murder (1990)
- Summer School (1987)
- About Last Night... (1986)
- Svengali (1993) (TV)

## Ligações Externas
- Robin Thomas. no IMDb.